# Долматово (Архангельська область)
Долматово (рос. Долматово) — село в Вельському районі Архангельської області Російської Федерації.
Населення становить 974 особи. Входить до складу муніципального утворення Пуйське муніципальне утворення.

## Історія
Від 1937 року належить до Архангельської області.
Від 2004 року належить до муніципального утворення Пуйське муніципальне утворення.

## Населення
| 2002 | 2010 | 2012 | 2014 |
| ---- | ---- | ---- | ---- |
| 840  | ↘832 | ↗915 | ↗974 |